# (16002) Bertin
(16002) Bertin (1999 AM24) – planetoida z grupy pasa głównego asteroid okrążająca Słońce w ciągu 3,91 lat w średniej odległości 2,48 j.a. Odkryta 15 stycznia 1999 roku.